# Vidas robadas (telenovela argentina)
Vidas robadas fue una telenovela argentina dramática que se emitió por Telefe desde el 3 de marzo de 2008 hasta el 29 de octubre del mismo año. Fue protagonizada por Facundo Arana. Coprotagonizada por Romina Ricci, Fabio Di Tomaso, Brenda Gandini, Sofía Elliot y Silvia Kutika. Antagonizada por Juan Gil Navarro, Adrián Navarro, Virginia Innocenti y el primer actor Jorge Marrale. También, contó con las actuaciones especiales de María Carámbula, Ludovico Di Santo, Magela Zanotta y los primeros actores Soledad Silveyra y Arturo Bonín. Las participaciones de Patricio Contreras y Carlos Portaluppi como actores invitados. Y la presentación de Mónica Antonópulos. Su emisión final contó con una función en el Teatro Ópera. En sus 131 episodios promedió unos 16.0 puntos de rating. Contó con la dirección de Miguel Colom. 
La telenovela fue filmada en la pequeña localidad de Zelaya perteneciente al Partido del Pilar, en la Provincia de Buenos Aires.
La historia se desarrolla en el marco del secuestro de personas para obligarlas a ejercer la prostitución, y traza paralelismos con el caso Marita Verón. La propia Susana Trimarco, madre de Marita Verón, asesoró a los guionistas Marcelo Camaño y Guillermo Salmerón.
La historia gira alrededor de Juliana Míguez, una muchacha de Río Manso, pueblo de ficción de la Provincia de Buenos Aires, que es secuestrada por una red de trata de personas. Se representan su punto de vista, desde dentro de dicha red, el de su madre, que intenta encontrarla y rescatarla por diversos medios, y el de los criminales que manejan dicho sistema de explotación. Al principio la historia se sostenía a partes iguales en dicha historia y en una trama de telenovela involucrando a Facundo Arana, el actor más famoso del elenco; pero la aclamación lograda por la parte más comprometida de la trama llevó a que esta termine abarcando a la totalidad de la historia y a todos los personajes de la misma. El personaje de Bautista Amaya, interpretado por Arana, alcanza características propias de un héroe de acción en lugar de las habituales de un galán de telenovelas.
Al igual que otras novelas previas como Resistiré, El Deseo o Montecristo, la ficción fue utilizada como medio de crítica social. La serie fue declarada de interés social por parte de la legislatura de la ciudad de Buenos Aires y por la Cámara de Diputados de la Nación Argentina, así como también ganó numerosos premios, entre los que se destaca el Martín Fierro de Oro en el 2009.
Premio argentores [Mejor guion]

## Argumento

### Secuestro de Juliana
La trama central de la historia gira alrededor de Juliana Miguez (Sofía Elliot), una joven de Río Manso que es secuestrada e introducida por la fuerza dentro de una red de prostitución. Sus padres, Rosario Soler (Soledad Silveyra) y Juan Míguez (Patricio Contreras) desde ese momento hacen todo lo que esté a su alcance para encontrar y recuperar a su hija. Pronto descubren que la policía no los ayuda realmente, y que incluso colaboran con la red.
Río Manso, el sitio en donde transcurre la historia, no es un sitio real: si bien existe un sitio homónimo al sur de la Provincia de Corrientes, las escenas que tienen lugar en dicho pueblo se filmaron en Carlos Keen, de la Provincia de Buenos Aires, y en la trama se menciona a Río Manso como un poblado bonaerense. 
La red de prostitución es manejada por el poderoso empresario Ástor Monserrat (Jorge Marrale), y sus ayudantes Nicolás Duarte (Juan Gil Navarro) y Dante Mansilla (Adrián Navarro). Monserrat aparenta poseer numerosas propiedades lícitas, como industrias e inmuebles, que le dan una imagen de empresario respetable, pero en realidad son fachadas para blanquear el dinero obtenido de la prostitución. 
Otro de los protagonistas es Bautista Amaya (Facundo Arana), un antropólogo que queda viudo al principio de la novela ya que Duarte atropella a su esposa con su auto y no se queda en el lugar a auxiliarla. En forma casual Bautista comienza una relación con Ana (Mónica Antonópulos), a quien rescata cuando queda atrapada en la montaña. Ana es la hija de Ástor, pero ignora por completo las actividades de su padre. Bautista descubre que Duarte fue quien atropelló a su esposa y huyó, pero ignorando su relación con el padre de Ana.
En un principio las tramas de Bautista y de Rosario seguían desarrollos diferentes, hasta que Rosario entró en contacto con Bautista y le pidió su ayuda profesional. A partir de dicho punto, Bautista trabaja junto a Rosario en su fundación, en la búsqueda de Juliana. Junto con Bautista se une también el fiscal retirado Fabio Pontevedra (Carlos Portaluppi), con contactos en el ámbito judicial. Junto a Bautista suele operar también el expolicía conocido como "El Tano Cigliotti " (Daniel Peyran), especialista en armas.

### La Red de Trata
Duarte había tomado a Juliana como protegida, y estuvo en su poder hasta que Monserrat le quitó su apoyo a Duarte e intentó matarlo, tras lo cual se convirtió en un fugitivo. Juliana pasó entonces a estar en manos del propio Ástor, quien recibe presiones de su esposa Nacha (Virginia Innocenti) para que la libere. Por ese entonces, Juan Míguez, que estaba preso por matar a balazos a un proxeneta, fue asfixiado por su compañero de celda, sicario de Astor Monserrat. Aprovechando el desconocimiento de Rosario y los demás sobre su implicación, Ástor se les une y prepara un montaje para simular una negociación con los secuestradores, los cuales son en realidad sus subordinados. Pero al concretar la liberación descubre que Juliana lo había visto en una ocasión, por lo que la vuelve a capturar.
Luego de esto, las investigaciones de Pontevedra comienzan a arrojar indicios de que el capo de la mafia sería efectivamente Ástor, así como también se encuentran otras evidencias que lo relacionan con Claudio Kurtz, un líder de la mafia al cual responden todos los demás líderes y que no se muestra en persona hasta el final de la serie. En un principio Bautista se niega a aceptar esas versiones, ya que Monserrat es el padre de su novia.
La fundación localiza a "El Griego", un tratante que manejaba la venta de esclavas sexuales al exterior del país, y haciéndose pasar por tratante Rosario negocia la compra de varias con un perfil similar al de su hija, utilizando plata robada a una de las operaciones desbaratadas. Si bien de esta forma se logra liberar a varias jóvenes prostituidas, Juliana no estaba en el grupo: ignorando que la compradora era la propia Rosario, Dante tomó a Juliana para impedir que fuera vendida, y se la envió en cambio a Nicolás Duarte, exiliado en la Triple Frontera. Mientras tanto, la fiscal Marcela Urquiza, que llevaba adelante el caso, es primero amenazada y luego asesinada en un estacionamiento.

### Suicidio de Ástor Monserrat

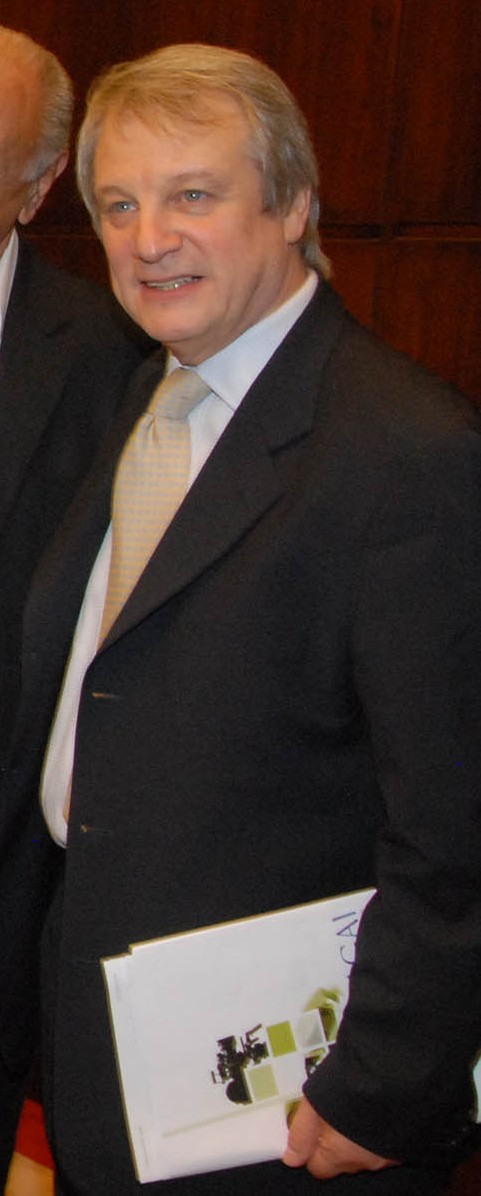
Jorge Marrale interpreta a Ástor Monserrat

La situación de Ástor se complicaba progresivamente. A la presión de la Fundación, las pruebas incriminatorias en su contra y el rechazo de su familia se le suman el regreso de Duarte y el abandono de Dante, y que sus contactos y los otros líderes de la mafia le retiren el apoyo ante el nivel de exposición mediática que alcanza el caso de Juliana. Esto lleva a que, cuando la policía rodea su casa para llevárselo detenido, Monserrat simule realizar un suicidio, aunque en realidad se trató de una persona de contextura similar a la suya que se suicidó desfigurando su rostro. Tras esta aparente muerte, el fiscal Pascale (Jorge D'Elía) toma las riendas del caso. En un principio sigue los consejos de la Fundación, pero cuando Duarte envía un video anónimo en el cual Bautista parece cometer el asesinato de Luz, una mujer infiltrada en la red de trata para buscar a su hija, Bautista pasa a ser prófugo de la ley y Pascale se desentiende de ellos e intenta capturarlo.
Mientras Monserrat se mantiene oculto en la estancia de su exesposa Helena (Marita Ballesteros), la única que conoce su situación además de la empleada doméstica Valeria (Carla Crespo) que ignora su identidad, Nacha se une a la sociedad de Duarte y Mansilla. Estos intentan tomar por la fuerza el control de la red, aunque son resistidos por los demás líderes. Nacha lleva en secreto a Duarte y Mansilla a vivir a la estancia. Sin embargo, al poco tiempo de ir ahí, Juliana intenta escaparse, escondiéndose en el baúl del auto de un sicario que se iba. Al descubrir su intento de huida, Mansilla no solicita que la regresen sino que la envíen a otro sitio donde reciba un trato más humillante, a modo de castigo.
Sin embargo, una vez en su nuevo destino, un cliente del prostíbulo graba un video de Juliana con un teléfono celular y lo sube a una página web pornográfica. Allí es descubierto por los colaboradores de Bautista, los cuales logran descubrir donde estaría ubicado el prostíbulo ya que su nombre se ve de fondo. Un médico determina que Juliana estaría embarazada, presumiblemente de Duarte, y que su estado de salud es muy delicado. Al enterarse, Duarte y Mansilla intentan rescatarla y regresarla a la estancia, pero son detenidos en la ruta por agentes de Monserrat que, simulando ser policías, se la llevan con ella. Luego le informan por teléfono a Monserrat que Juliana habría muerto por las complicaciones médicas mencionadas.
Mientras tanto, Bautista se mantenía escondido en una casa del Delta del Tigre. En dicha situación intentaba evitar ser encontrado tanto por la justicia como por Duarte. Una de las esclavas sexuales liberadas, Daniela (Eleonora Wexler) buscaba una hija que había tenido estando en cautiverio y que le había sido quitada, y comenzó a pensar que Ema, la hija adoptiva de Inés y Octavio (hermano de Bautista) podría ser su hija. Octavio estaba dispuesto a autorizar un examen de ADN, pero Inés lo rechazaba de plano. Creyendo que la Justicia intentaría quitarle a Ema, se pone en contacto con Bautista para escaparse con ella. Bautista se lo impide, y la cita a un muelle para charlar. Después de la reunión, Bautista es localizado por hombres de Duarte que asesinan a Inés y persiguen a Bautista por los ríos del Delta. Finalmente, es rescatado por Fabio y el Tano. Luego, le comunican que dejó de ser un prófugo por ser testigo protegido.

### Los hermanos Unquillo
A partir del secuestro y la muerte sugerida de Juliana (no mostrada en escena), por un buen número de episodios no se aclara si sigue viva en manos de los hermanos Unquillo, responsables de su captura, o si efectivamente murió. Los Unquillo incluso indican a Nicolás un sitio con un cadáver enterrado en el cual afirman que la habrían dejado tras su deceso. 
Poco después de que esta dejara el país, Bautista descubre que Helena, exesposa de Monserrat y madre biológica de Ana, escondía a Monserrat en su quinta. Bautista y el Tano allanan el lugar para capturarlo, pero Bautista recibe un balazo y el Tano se lo lleva al hospital, dejando escapar a Monserrat. Bautista es intervenido quirúrgicamente por el balazo recibido, y finalmente logra salvar su vida y recuperarse sin secuelas de magnitud. Tras su escape, Monserrat pasa a ocultarse dentro de la empresa de los Unquillo. 
Por su parte, Rosario sigue la pista de Juliana hasta la empresa de los Unquillo, y para espiar las actividades de la misma consigue ser contratada como empleada de mantenimiento. Durante el tiempo que permanece allí descubre que en la empresa de los Unquillo se almacena el grueso de las ganancias monetarias de la Red.

### Búsqueda final
Finalmente se reveló que Juliana no había muerto, sino que los Unquillo la habían tomado para utilizarla en un futuro contra Monserrat o Duarte. Cambiaron su identidad por la de "Laura Torres" y la llevaron a un pueblo en donde el comisario la mantenía presa, acusada de asesinato, y solo la dejaba salir para trabajar como mucama de su madre anciana. Siguiendo la pista del hospital a donde fue llevada tras su aborto, Rosario descubre el cambio de identidad y a qué pueblo fue llevada. 
Bautista y sus compañeros consiguen detalles sobre un cambio de manos de los fondos de las recaudaciones de la red, que pasarían a manos de Dante y Duarte. Bautista ataca el camión con un misil, destruyendo el dinero. Ni Dante ni Duarte regresan a la estancia, ya que Nacha decide entregarse al fiscal. Al regresar a su empresa los Unquillo descubren que Monserrat escapó, y luego son rodeados por la policía que exige su entrega. Antes de suicidarse, y como ajuste de cuentas contra Monserrat, el Búho llama a Duarte y le informa la situación de Juliana. 
Ambos, Rosario y Nicolás, llegan al pueblo al mismo tiempo. Rosario encuentra a Juliana en la casa de la madre del comisario y la ayuda a escapar, pero es interceptada por Duarte al salir. Juliana le dispara a Nicolás y se va con su madre, pero el balazo fue superficial y Mansilla logra extraer la bala y salvar a su compañero. 
Una vez recuperado, Nicolás secuestra a su exesposa Ana, tratando de intercambiarla por Juliana. Dicha acción lo distancia de Nacha y Dante, ya que estos no aceptan que Ana sea puesta en peligro, pero al enterarse Juliana abandona a su madre y finge volver con él para intentar salvarla. Se inicia una búsqueda general por ambas, Ana y Juliana, en la que ni siquiera Monserrat o los antiguos compañeros de Nicolás conocen su paradero. A modo de provocación, Nicolás entierra viva a Ana, lo filma con su celular y le envía dicho video a Bautista. Finalmente, Nicolás es encontrado rastreando la actividad de sus diversas tarjetas de crédito, las cuales figuran bajo nombres de titulares falsos pero que son conocidos por Nacha. Bautista se enfrenta solo a Nicolás y lo sigue hasta la parte superior de una fábrica abandonada, desde la cual Nicolás intenta arrojar a Bautista, pero luego decide tirarse él mismo con la intención de llevarse a la tumba la localización exacta de Ana.
Creyéndolo muerto, Bautista localiza el sitio en donde se enterró a Ana y logra liberarla antes de que se asfixie. Pero entonces aparece Nicolás, en un estado grave por la caída pero aún vivo, quien le dispara dos tiros a Bautista, tras lo cual es ametrallado por el Tano que llega en helicóptero.
Estando bajo las órdenes de Pascale, Monserrat logra que Claudio Kurtz, el líder mayor de la Red, se presente en el país. Con su captura se logra desbaratar a la totalidad de la red de trata de personas: se obtiene información completa sobre los prostíbulos empleados, las mujeres secuestradas y las identidades falsas que se les asignan, las conexiones zonales, policiales y políticas, etc. Monserrat es autorizado a dejar el país, pero en lugar de ello es llevado a una trampa de Dante, quien lo asesina haciendo explotar su coche. Nacha abandona todo y vuelve a su pueblo natal, así como también Rosario y Juliana vuelven a Río Manso.
La historia finaliza, adelantando la narración a ocho meses después, con el casamiento de Fabio y Alejandra, en el cual se revela que Bautista logró sobrevivir a los disparos de Nicolás, y que tanto él como Ana recibieron nuevas identidades. Tras actuar como testigo de la boda, Bautista deja el país con Ana y Joaquín.

## Capítulo final
Al igual que con otras producciones previas del canal, para el último capítulo se realizó una presentación especial en el Teatro Ópera en una pantalla gigante, simultáneamente a la trasmisión televisiva habitual. Las entradas eran gratuitas, siendo otorgadas telefónicamente por el canal días atrás. Mariano Peluffo trabajó como maestro de ceremonias de la presentación en el teatro, y tras el final del capítulo subieron al escenario todos los actores regulares de la serie que agradecieron el apoyo. Asimismo, se presentó también a Susana Trimarco, la madre de Marita Verón en cuya desaparición se basa la novela. Trimarco y los actores recalcaron que, a pesar de que Vidas Robadas haya sido una obra de ficción, la situación de la trata de personas descripta en la misma es una problemática real.

## Producción

### Paralelismos

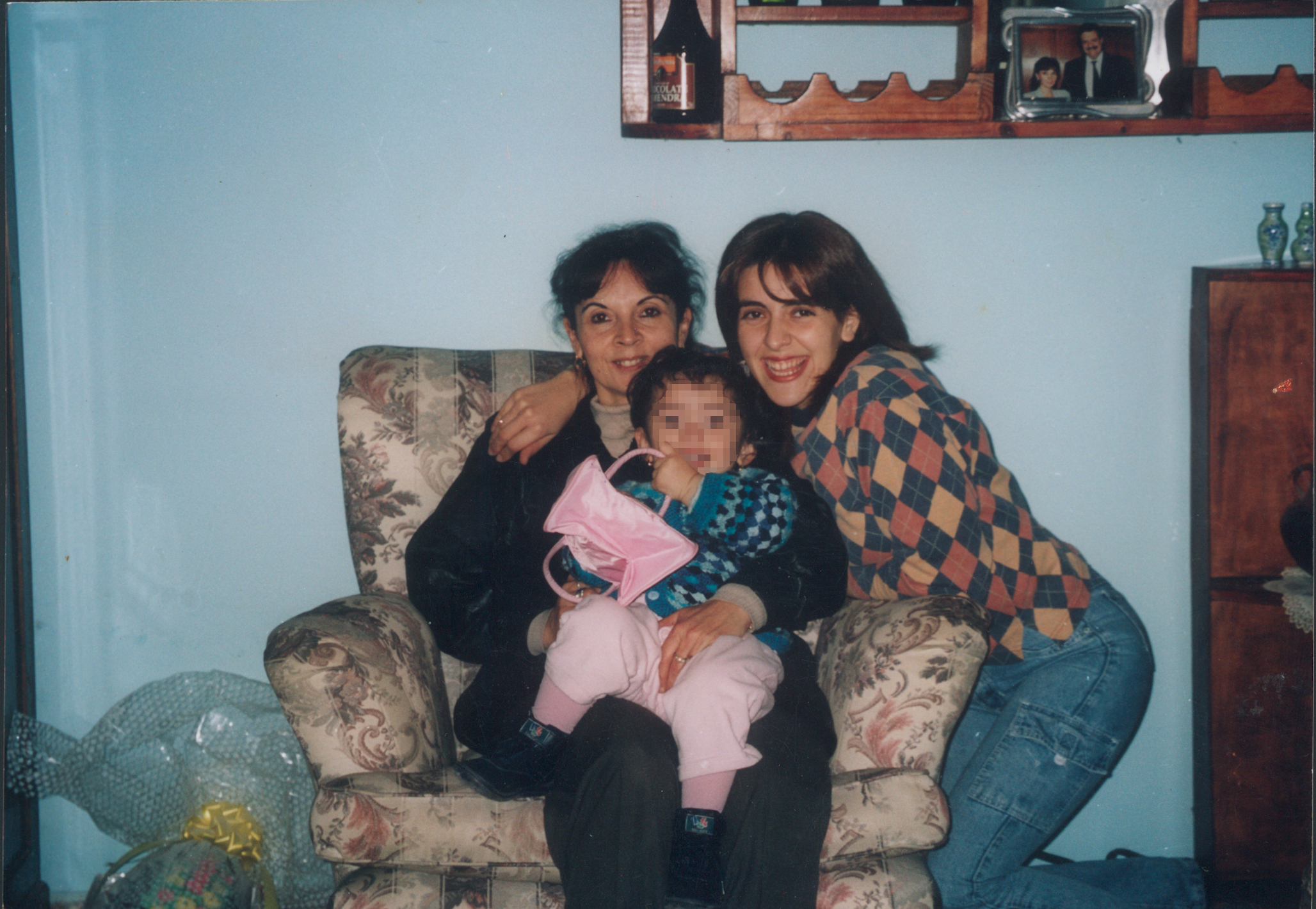
Marita Verón (derecha) junto a su madre y su hija. Fuente: www.casoveron.org.ar.

La serie está basada conceptualmente en el caso Marita Verón, aunque con varias licencias narrativas que difieren de la situación real de dicho caso. Con el correr de los episodios se trazaron varios otros paralelismos con diversos escándalos políticos que tuvieron lugar en el país.
Dicha similitud es la trama central del programa: el secuestro de Juliana Míguez y la búsqueda de Rosario, incluyendo la fundación y los numerosos allanamientos y liberaciones realizados, describen una situación similar a la de la secuestrada Marita Verón y su madre Susana Trimarco. La propia Susana Trimarco colaboró con los guionistas en la elaboración de las historias. Para reforzar el compromiso del programa en dar a conocer a través de la ficción la situación real del caso Verón, la primera emisión del programa fue seguida por una reposición del programa Humanos en el camino, en donde Susana y varias chicas liberadas contaban sus historias. La propia Soledad Silveyra comenzó un tiempo después, con Vidas Robadas aún en el aire, el programa periodístico Un tiempo después, dedicado a tratar diversos escándalos que con el tiempo perdieron la atención periodística. Dicho programa comenzó en el horario de las 20:30, pero luego se colocó a las 23:30, a continuación del final del episodio de Vidas Robadas.
Sin embargo, la similitud entre la trama del programa y el caso Marita Verón no es completa, por motivos narrativos o bien por el desconocimiento de varios detalles del caso que se ignoran, ya que en la actualidad aún se trata de un caso sin resolver. Por ejemplo, se ignora la identidad o existencia de alguna persona concreta que maneje la red de trata de personas, a la manera que lo hace el personaje Ástor Monserrat. Asimismo, la situación privilegiada de Juliana Míguez dentro del ambiente en el que la representa durante buena parte de la trama, en el cual es tomada como esclava personal de uno de los líderes de la red y preservada de realizar actos de prostitución con clientes, no es un beneficio que se considere que la propia Verón haya tenido. Sofía Elliot, la actriz que interpreta a Juliana, lo explicó de la siguiente manera:

Hay muchas similitudes en la historia, pero a Juliana, mi personaje, la protegieron y a Marita no. Juliana es una chica de pueblo, con valores, luchadora, una heroína. Hoy en la calle me dicen te encontré y eso es increíble. Pensá que muchos, como yo, desconocían este tema. Contando esto estoy haciendo historia.

Otros aspectos fueron omitidos por autocensura de los guionistas, que los consideraron excesivos para la televisión. Un caso descubierto por los guionistas durante el relevamiento de información sobre el caso previo a la escritura de los guiones fue que algunas esclavas que lograban escaparse eran recapturadas, asesinadas, y su cadáver dejado por días en el cuarto de sus compañeras, como forma de intimidación. Los guionistas Marcelo Camaño y Guillermo Salmerón comentaron que se decidió no ahondar en los temas más graves, mientras que el actor Facundo Arana indicó que solo se representó una pequeña fracción de la realidad de la problemática de la trata de personas.
Otro paralelismo se trazó con el aparente suicidio del personaje Ástor Monserrat. En una parte de la trama sus actividades son finalmente descubiertas por la justicia y la sociedad, y su quinta es rodeada por efectivos policiales que pretendían llevarlo detenido; en estas circunstancias Monserrat se encierra en una habitación y se suicida con una escopeta. Una semana después se revela que Monserrat no había muerto realmente, sino que una persona de contextura física similar se había suicidado en su lugar, desfigurando por completo su rostro para quedar irreconocible. De acuerdo al diario Minutouno, la situación retratada en la ficción plantea similitudes deliberadas con la muerte del empresario Alfredo Yabrán, quien habría muerto en circunstancias similares, así como también a la leyenda urbana que plantea que Yabrán habría realizado un simulacro de suicidio para eludir a la justicia.
Una trama desprendida de la principal es la del tráfico de bebés, por el cual cuando una esclava de la red tiene un hijo este se vende en forma ilegal a padres que desean adoptar, o bien mediante trámites legales con documentos falsificados. Para dicho tema se empleó a la actriz invitada Eleonora Wexler, que interpretó a una esclava sexual liberada que busca a su hija. 
Además de las tramas principales, las tramas secundarias se extienden hacia otros temas, como la corrupción policial, el clientelismo político, la manipulación mediática, etc.

### Actores invitados
El programa tuvo algunos pocos actores invitados, entre ellos China Zorrilla interpretó a una monja que alentaba a Rosario a no rendirse, y Antonio Grimau a un juez corrupto. Otros actores importantes como Marita Ballesteros, Eleonora Wexler o Jorge D'Elía no eran parte del elenco original y se unieron más adelante con personajes recurrentes. Sin embargo, la serie no utiliza de una manera determinante el recurso de incluir actores invitados debido a que su trama es de tipo dramático.
En los episodios finales de la serie tuvo lugar una participación de Guillermo Francella como Claudio Kurtz, el jefe de toda la red. Francella es habitualmente un actor de películas y programas de tipo humorístico, por lo que su inclusión logró un golpe de efecto narrativo. Dicha participación motivó el reconocimiento de "Participación especial en ficción" en la entrega de los Premios Martín Fierro correspondientes a 2008. En el último episodio apareció el periodista Jorge Lanata, el cual interpretó a un informante de Pontevedra.

### Cortina musical
La cortina musical del programa es "Yo renaceré", compuesta por Ricardo Cocciante e interpretada por David Bolzoni. El programa recurre en numerosas ocasiones a secuencias sin diálogos de los personajes, en las cuales se utilizan diversas canciones de fondo, generalmente de tipo dramático. Las escenas románticas suelen estar acompañadas por la canción "Te amo así", del mismo artista mencionado.

## Impacto
Vidas robadas se emitió en Argentina por Telefe a las 22:30 horas. En horario hizo que compitiera con Showmatch de Canal 13, el cual lo superaba en las mediciones de audiencia. Esto hizo que en varias ocasiones circularan rumores sobre una posible cancelación.[cita requerida] Al respecto, el guionista Marcelo Camaño comentó lo siguiente:

No es una porción mayoritaria de gente la que desea engancharse con algo así. Sobre todo compitiendo con el show más importante de este país, que tiene que ver con la alegría, con el chisme, con otro tipo de cosas más simpáticas. Somos conscientes de que no estamos tocando un tema que va a hacer 40 puntos de rating.

Antes del inicio de la temporada 2008 de Showmatch, Canal 13 respondió al estreno de Vidas Robadas postergando el inicio de la telenovela Por amor a vos, de manera que sus horarios se superpusieran. En dichas ocasiones, esa ficción se impuso por 29,9 puntos de rating contra 21,8. Posteriormente con Showmatch el aire, Vidas robadas bajó hasta los 13,7 puntos. El programa apeló al beso de los personajes de Facundo Arana y Mónica Antonópulos, pero sin los resultados esperados.
En abril se consideró sacar la telenovela del aire y adelantar la emisión de Los exitosos Pells, para lo cual Villarruel entró en contacto con el productor Sebastián Ortega. Sin embargo, ante la aparición de dichos rumores, Telefe reconfirmó que Vidas Robadas no finalizaría antes de tiempo.
Aunque continuara sin ganar en su franja horaria, durante julio logró superar en audiencia a Canal 13. El crecimiento sostenido de esta telenovela frente a Showmatch, llevó a Telefe a postergar la final previsto para el 15 de agosto, hasta fines octubre El diario Clarín elogió la determinación de Telefe de mantener la telenovela en el aire a pesar de no lograr un importante éxito de índice de audiencia, y sin recurrir a estrategias como el cambio de horario o una modificación del enfoque de la trama; en contraste con el tratamiento recibido por El Capo en 2007.

## Recepción
Vidas Robadas fue declarado de interés social por la Legislatura de la ciudad de Buenos Aires por su trama, el 28 de mayo de 2008. Facundo Arana y Soledad Silveyra participaron del acto de distinción. Asimismo, recibió una distinción similar por parte de la Cámara de Diputados de la Nación, la cual la declaró de interés cultural por sus aportes a la difusión de la defensa de los derechos humanos.
Más de 20 países adquirieron los derechos de televisación de la serie, mientras que en Rusia y México se adquirieron los derechos para realizar una remake de la misma en caso de México será la productora TV Azteca en el 2011.

### Premios Martín Fierro
| Año  | Categoría                         | Receptor                                     | Resultado |
| ---- | --------------------------------- | -------------------------------------------- | --------- |
| 2008 | Martín Fierro de Oro              | Martín Fierro de Oro                         | Ganadora  |
| 2008 | Mejor Telenovela                  | Mejor Telenovela                             | Ganadora  |
| 2008 | Mejor Director                    | Miguel Colom                                 | Ganador   |
| 2008 | Mejor Autor / Libretista          | Marcela Camaño Guillermo Salmerón            | Ganadores |
| 2008 | Mejor Actor - Telenovela          | Facundo Arana                                | Nominado  |
| 2008 | Mejor Actor - Telenovela          | Jorge Marrale                                | Ganador   |
| 2008 | Mejor Actor - Telenovela          | Juan Gil Navarro                             | Nominado  |
| 2008 | Mejor Actriz - Telenovela         | Soledad Silveyra                             | Ganadora  |
| 2008 | Mejor Actriz - Telenovela         | Virginia Innocenti                           | Nominada  |
| 2008 | Actor de reparto - Drama          | Adrián Navarro                               | Nominado  |
| 2008 | Actor de reparto - Drama          | Carlos Portaluppi                            | Ganador   |
| 2008 | Actriz de reparto - Drama         | Mabel Manzotti                               | Nominada  |
| 2008 | Participación Especial en Ficción | Guillermo Francella                          | Ganador   |
| 2008 | Participación Especial en Ficción | Pompeyo Audivert                             | Nominado  |
| 2008 | Mejor Canción Original            | "Yo Renaceré" interpretado por David Bolzoni | Nominado  |

### Premios Clarín
| Año  | Categoría                    | Receptor                     | Resultado |
| ---- | ---------------------------- | ---------------------------- | --------- |
| 2008 | Mejor Ficción Diaria - Drama | Mejor Ficción Diaria - Drama | Ganadora  |
| 2008 | Mejor Actor - Drama          | Jorge Marrale                | Ganador   |
| 2008 | Mejor Director               | Mejor Director               | Ganador   |
| 2008 | Mejor Actor - Drama          | Juan Gil Navarro             | Nominado  |
| 2008 | Mejor Actriz - Drama         | Soledad Silveyra             | Ganadora  |
| 2008 | Mejor Actriz - Drama         | Virginia Innocenti           | Nominada  |
| 2008 | Revelación Masculina         | Esteban Meloni               | Ganador   |
| 2008 | Revelación Femenina          | Carla Crespo                 | Nominada  |
| 2008 | Revelación Femenina          | Julieta Vallina              | Nominada  |
| 2008 | Revelación Femenina          | Sofía Elliot                 | Ganadora  |

### Premios Fund TV
| Año  | Categoría                     | Receptor                      | Resultado |
| ---- | ----------------------------- | ----------------------------- | --------- |
| 2008 | Premio extraordinario del año | Premio extraordinario del año | Ganador   |

Seoul Internacional Drama Festival
Año         Categoría        Receptor       Resultado
2009      Mejor drama                      Nominado
Mejor director  Miguel colom Nominado
Mejor autor   Marcelo Camaño Nominado
Mejor Actor        Facundo Arana  Nominado

## Elenco

### Criminales
| Actor o actriz      | Personaje                 | Breve descripción |
| ------------------- | ------------------------- | --- |
| Jorge Marrale       | Ástor Monserrat (†)       | Líder de la red de trata de personas. Públicamente aparentaba ser un empresario respetable. Muere asesinado por Dante al final de la historia cuando este hace estallar su auto con él adentro (capítulo 131) |
| Juan Gil Navarro    | Nicolás Duarte (†)        | Mano derecha de Monserrat y exesposo de su hija Ana, obligado a abandonar el país al romper con su jefe. Tomó a Juliana como esclava personal. Muere baleado por El Tano al final de la historia tras un fallido intento de suicidio al tirarse desde la parte más alta de una fábrica abandonada (capítulo 131) |
| Adrián Navarro      | Dante Mansilla            | Principal ayudante de Monserrat tras la partida de Duarte. Amigo de este último, mantuvo una colaboración secreta durante su exilio y a su regreso abandonó a Monserrat y se asoció con él. |
| Virginia Innocenti  | Nacha Noguez              | Esposa de Monserrat, en su juventud fue una esclava sexual y conoció de dicha manera a Ástor. Presionó a su marido para devolver a Juliana a su madre. Luego de la muerte fingida de Ástor se asocia con Dante Mansilla y Nicolás Duarte.                                                                        |
| Marita Ballesteros  | Helena                    | Madre biológica de Ana, exesposa de Astor y actual mujer del misterioso Claudio Kurtz. Alojó a Ástor en su quinta tras el simulacro de su suicidio, hasta que se tuvo que escapar de la justicia. |
| Carlos Kaspar       | Miguel "Búho" Unquillo    | Uno de los "Hermanos Unquillo" que operan por Monserrat mientras este permanece oculto. Negocia con Dante y Mansilla por el mando de la red. Es estratégico e inteligente |
| Esteban Mihalik     | Horacio "Coyote" Unquillo | El segundo de los "Hermanos Unquillo". Al contrario de su hermano, él es tosco y torpe. Están planeando traicionar a Monserrat. |
| Pompeyo Audivert    | Quintana                  | Jefe de una empresa de transporte de caudales. En secreto es uno de los jefes de la Red. |
| Guillermo Francella | Claudio Kurtz             | Líder de toda la Red de trata de personas, por encima incluso del propio Monserrat. Es mencionado varias veces a lo largo de la serie, pero solo aparece en persona en los episodios finales. |

### No Criminales cercanos a Astor Monserrat
| Actor o actriz     | Personaje                    | Breve descripción |
| ------------------ | ---------------------------- | --- |
| Mónica Antonópulos | Ana Monserrat                | Hija de Monserrat, ignora las actividades reales de su padre. Descubre que fue el secuestrador de Juliana al mismo tiempo que este fingía su suicidio.                                            |
| Matías Baroffio    | Joaquín Duarte               | Nieto de Ástor y Nacha e Hijo de Ana y Nicolás. Vio a Juliana en la estancia, pero su abuelo aprovechó su corta edad para convencerlo de que había visto a un fantasma.                           |
| Magela Zanotta     | Andrea Zapetini              | Mejor amiga y compañera de piso de Ana. Es la única persona de su círculo "familiar" en la que Ana confía plenamente. Actualmente, mantiene un romance con el Tano.                               |
| Ludovico Di Santo  | Patricio "Pato" Sabatini (†) | Sobrino de Nacha, fue adoptado como un miembro más de la familia Monserrat. Fue asesinado por Dante Mansilla luego de haber amenazado con denunciar la red. (capítulo 85/capítulo 87 [flashback]) |
| Marcela Ferradás   | Raquel                       | Hermana de Nacha, madre de Pato. |
| Carla Crespo       | Valeria                      | Mucama que atendía a Monserrat cuando este se escondía en la quinta de Helena. En un principio ignoraba la identidad de Monserrat. Ambos tuvieron un romance.                                     |

### Familia Míguez
| Actor o actriz     | Personaje               | Breve descripción |
| ------------------ | ----------------------- | --- |
| Sofía Elliot       | Juliana Miguez          | Adolescente de Río Manso, secuestrada por una red de trata de personas. |
| Soledad Silveyra   | Rosario Soler de Miguez | Madre de Juliana, tras su secuestro inicia una campaña para encontrarla y crea una fundación. |
| Patricio Contreras | Juan Miguez (†)         | Esposo de Rosario y sobre todo es el padre de Juliana con la misma profesión de mecánico para arreglar automóviles en su pueblo. Mató a balazos a un proxeneta que se burlaba de su hija y su esposa, y fue encarcelado. Después fue asfixiado por su compañero de celda. (capítulo 45) |
| Gipsy Bonafina     | Blanca Soler            | Hermana de Rosario. Vino desde Río Manso para colaborar con su hermana en la búsqueda de su propia Sobrina Juliana. |

### Familia Amaya
| Actor o actriz   | Personaje                    | Breve descripción |
| ---------------- | ---------------------------- | --- |
| Facundo Arana    | Bautista Amaya               | Montañista y hombre de acción, quedó viudo luego de que Duarte atropellara a su esposa en la ruta y huyera. Inició una relación sentimental con Ana, y más adelante comenzó a colaborar en la búsqueda de Juliana. |
| Fabio Di Tomaso  | Octavio Amaya                | Hermano de Bautista Amaya, es psiquiatra, actúa como apoyo psicológico en la fundación. |
| Brenda Gandini   | Agustina Amaya               | Hermana de Bautista y Octavio Amaya. Antiguamente secuestrada y violada bajo las órdenes de Astor Monserrat. |
| Arturo Bonín     | Manuel Amaya                 | Padre de Bautista, Octavio y Agustina. |
| Ailen Guerrero   | Ema Amaya                    | Hija adoptiva de Inés Bustamante y Octavio Amaya; Sobrina de Agustina y Bautista Amaya e nieta adoptiva de Gregorio y Manuel posible hija biológica de Daniela.                                                    |
| Romina Ricci     | Inés Bustamante de Amaya (†) | Hermana de Carla, esposa de Octavio y madre adoptiva de Ema. Fue asesinada por la organización de Duarte y Mansilla. (capítulo 98)                                                                                 |
| María Carámbula  | Carla Bustamante (†)         | Era la esposa de Bautista y hermana de Inés, muere al inicio de la historia al ser atropellada por Duarte. (capítulo 1)                                                                                            |
| María Fiorentino | Mirta                        | Pareja de Manuel Amaya. Mantiene una buena relación con la familia, comprometiéndose con la causa de Bautista. |
| Gogó Andreu (†)  | Gregorio                     | Padre de la madre de los Amaya, y Abuelo de Bautista, Octavio y Agustina. De vez en cuando se lo ve con su familia.                                                                                                |
| Eleonora Wexler  | Daniela Durán                | Presunta madre biológica de Ema en un tramo de la historia, ex esclava sexual |

### Familia Pontevedra
| Actor o actriz     | Personaje                    | Breve descripción |
| ------------------ | ---------------------------- | --- |
| Carlos Portaluppi  | Dr. Fabio Pontevedra         | Amigo de Bautista. Trabajaba como fiscal, hasta que se propuso ayudar con la búsqueda de Juliana. Al conocer a Alejandra, se enamoró y ambos comenzaron una relación amorosa. |
| Silvia Kutika      | Alejandra Ferro              | Actual pareja del fiscal Fabio Pontevedra. Fue víctima de la red de trata, y utilizada como Chivo Expiratorio ya que esta misma fue culpada de envenenar a una serie de familiares de víctimas del tráfico de personas para obligarlas a ejercer la Prostitución que buscaban justicia. la misma que asesinó a su hijo Mateo Ferro. |
| Mabel Manzotti (†) | Amanda Benites de Pontevedra | Madre de Fabio Pontevedra. Es sobreprotectora y muy chismosa, pero también simpática y agradable. Altamente religiosa. |

### Fundación
| Actor o actriz        | Personaje    | Breve descripción |
| --------------------- | ------------ | --- |
| Julieta Vallina       | Belén Kempes | Amiga de Juliana. Desde el secuestro, de su mejor amiga colabora con Rosario en su búsqueda, y la asesora en el manejo de la fundación. |
| Maria Gabriela Caruso | Bárbara      | Chica recuperada, ex esclava sexual. No quiere volver a su hogar por el propio temor a su padre.                                        |
| Evangelina Patiño     | Silvina      | Chica recuperada, ex esclava sexual. Sus padres nunca la fueron a buscar.                                                               |
| Leonela Petri         | Lula         | Chica recuperada, ex esclava sexual. |

### Justicia
| Actor o actriz | Personaje                  | Breve descripción |
| -------------- | -------------------------- | --- |
| Jorge D'Elía   | Fiscal Eduardo Pascale     | Fiscal de la Justicia que toma a su cargo el caso tras el simulacro de suicidio de Monserrat. A diferencia de otras autoridades oficiales representadas, es retratado como incorruptible y con un genuino deseo de desbaratar a la Red. Sin embargo, sus enfoques de tipo global entran en ocasiones en conflicto con la fundación, que apunta al rescate de Juliana en forma específica. |
| Esteban Meloni | Martín Rinaldi             | Secretario del fiscal Pascale. Comienza una relación amorosa con Agustina. Su lealtad fluctúa entre los criterios de Pascale y los de la Fundación. |
| Mirta Wons     | Fiscal Marcela Urquiza (†) | Asesinada por sicarios de Monserrat a la salida de un estacionamiento. Sucedida por Pascale. (capítulo 70) |
| Antonio Grimau |                            | Juez de instrucción |

### Otros Actores
- Daniel Peyran: Pablo " El Tano" Sciglioti (Expolicía, colaborador de Bautista)
- Nicolás Mateo: Norman "Loco" Trench(Colaborador logístico de Bautista)
- Emilio Bardi: Proxeneta del bar asesinado por el padre de juliana a balazos por haber insultado a la hija y mujer de Juan Miguez
- Guillermo Gómez: Lalo (Peón de limpieza)
- Guillermo Pfening: Mateo Ferro (†) (amigo de Bautista e hijo de Alejandra, asesinado por Mansilla y Duarte) (capítulo 2)
- Lucas Escariz: Rodrigo (Novio de Juliana)
- José Luis Alfonso: Comisario Antonio Ibáñez (Policía corrupto) quien además es un peligroso líder de una mafia de la red de trata de personas, tercera mano derecha criminal de Ástor Monserrat y herido de muerte por Nicolás Duarte
- Fernando Hoffmann: Policía de Las Rositas
- Alex Benn: Abogado de Astor
- Pachi Armas (†)
- Clara Hails: Sabrina (Mucama en la estancia de Monserrat)
- Paula Brasca: Luz (†) (exclava sexual y amiga de Juliana que buscaba a su hija, posteriormente se convierte en informante de Rosario. Fue asesinada por un sicario de Duarte y Mansilla) (capítulo 77)
- Jorge Lanata: El Oreja (informante de Fabio, es mencionado a lo largo de la serie y recién aparece en persona en el último capítulo)

## Ficha técnica
- Una Producción de: Telefé Contenidos Llorente & Villaruel
- Autores: Marcelo Camaño – Guillermo Salmerón
- Jefa de Casting: Claudia Zaefferer
- Sonido: Marcos Miranda
- Musicalización: Maxi Riquelme
- Escenografía: Martín Seijas – Sergio Carnevalli
- Ambientación: Mercedes Gumbold – Natalia Taiani – Manuel Paz
- Director de Fotografía: Pedro Suárez
- Asesora de Vestuario: Marcela Zanardi
- Post-Producción: Hernán Luna – Andrés Palacios
- Producción: Manuel Garriga – Diego González – Alejandro Niveyro – Claudia Meschengieser – Susana Pompo – Paula Sena
- Coordinación De Producción: Romina Bellini – Osvaldo Codazzi
- Productor Técnico: Gerardo Sosa
- Asistentes de Dirección: Jaime González – Pablo Bustos – Ricardo Jalapeno
- Dirección de Exteriores: Diego Sánchez – Pablo Vázquez
- Producción General: Gabriel Krivitzky
- Dirección Integral: Miguel Colom
- Colaboración Autoral: Martín Méndez – Laura Farmi
- Participación de Extras del Sutep
- Producción de Locaciones: Bárbara Alperowicz – Marcelo Corazza
- Equipo de Producción: Carlos Aciulo – Luis Benítez – Pablo Fridman – Fernando Tomada
- Asistentes de Casting: María Julia Roca – Karin Gilszlak
- Vestuario: Néstor García – Jimena Galeano
- Coordinadoras de Vestuario: Aldana Galati – Verónica Latorre
- Continuidad: Agustina Pocino
- Vestuario Exteriores: Andrea Sancho – Esther Rodríguez
- Apuntadores: Horacio Heredia – Hugo Di Prieto – Analía Forcelledo
- Peinado: Noelia Abalay – Leandro Becker – Gabriel Petrovich

Técnica en Piso
- Jefes de Piso: Julio Riccardi – Antonio Alonso
- Cámaras: Diego Arrieta – Fabio Moreno – Ignacio Mañana
- Ayudantes: Matías Formaglio – Nicolás Spitaleri
- Operador de Video: Flavio Buranowsky
- Iluminador: Pedro Suárez
- Tablerista: Luis Steiner
- Reflectoristas: Ramón Valdez – Ariel Pittzo – Ariel Borna
- Sonidista: Marcos Miranda
- Microfonistas: Gustavo Coronel – Roberto Italiano
- Operador de Tape: Ricardo Rombola
- Utileros: Jorge Andrés – Daniel Geréz
- Maquillaje: Valeria Lucero – Mara Mattacheo

 Móvil 1
- Cámaras: Hernán Olguín – César Sánchez
- Ayudantes de Cámara: Germán Gorchz – Mario Barrios
- Operador de Video: Rodrigo Morales
- Iluminador: Armando Catube
- Reflectoristas: Carlos Macías – Rodolfo del Prado – Fabián Moreno
- Sonidista: Carlos Serrano
- Microfonistas: Carlos Medicci – Adrián Marrapode
- Maquillaje: Alica Paz
- Electricidad: Ariel Simonini
- Utilería: Damián Giménez – Mario Domínguez
- Choferes: Raúl López – José Luis Cruz

 Móvil 2
- Cámaras: Juan Vásquez – Federico Lauersdorf
- Ayudantes: Carlos García – Pablo González
- Operador de Video:  Darío Schenkman
- Iluminador: Gerardo Soldatos
- Reflectoristas: Gustavo Giardini – Javier Domínguez
- Sonidista: Peto Lanza
- Microfonistas: Juan Cuenca – Cristian Gómez
- Maquillaje: Mariana Conciglio
- Electricidad: Carlos Elizondo
- Utilería: Gustavo Nocella – Héctor Baldini
- Choferes: Ariel Amato – José Luis Pacheco – Carlos Aguado – Juan Carlos Barbieri
- Edición en Avid: Diego Castronuovo
- Editbox: Adrián Pardo
- Protools: Hugo Urraco – Leo Chiossone
- Sala multiformato: Horacio López – Raúl Etchelet – Esteban Gastaldi – Guillermo Rube
- Jefatura Tape: Jorge Ávila
- Jefe de Mantenimiento: Néstor Rossi
- Mantenimiento Electrónico: Diego Simoneta – Diego Pérez – Christian Abrahanian
- Pañol: Claudio Falcone – Marcelo Piatti – Tomás Sosa – Carlos Maita
- Jefe de Pañol: Marcelo Mazzitello
- Productor Escenográfico: Miguel Giammatteo
- Maquinaria: Alberto Zottola – Leonardo Fama – Santiago Santucho – Alejandro Trotta – Miguel Miranda – Rodolfo Fernández – Oreste Olmedo – Jorge Carrizo
- Carpintería: Fabián Baffetti – Daniel Fernández – Marcelo Agachichi – Manuel Caballero – Antonio Buttice – Jorge González – Raúl Ojeda – Eduardo Aquino
- Realización: Omar Martínez – Gustavo Miranda – Carlos Sotto – Juan Carlos Díaz – Alfredo Espejo – Santos Ramírez – Sebastián Cloquel – Diego Fontanet
- Switcher Master: Luis Bugnot – Fernando Pérez – Eduardo González
- Control de Transmisión: Mario Dib – Leonardo Flores – Sebastián Dauria – Damián Romero – Jorge Waisman – Fabio Laziero – Juan Fernández
- Jefatura Central de Transmisión: Gustavo Embon – Mauricio Soimer
- Servicios Generales: Rubén Covetta – Cecilia Ramírez – Natalia Ibarrola – Rubén Ortiz – Juan Valdez – Eduardo Gómez – Juan Agachichi – Marcos Maldonado – Salvador de Luca – Félix Arenas – Rubén Luque – Luis Cornalo – Eduardo Oliva
- Envasados:  Adrián Manfredi – Alejandro Viegas – Walter Toledo – Carlos Gayo
- Copistería: Silvio Córdoba – María Pingitore

Telefe Agencia
- Diseño Gráfico: Sawa Kobayashi
- Post-Producción: Luis Oyarzun – Alejo Tassara
- Fotografía: Hugo Battistessa
- Gráfica: Mauro Ubertino – Ramiro Vicente – Alejandro Furci – Edgardo Furci